# RNBクイズショー「ザ・INAZO」
『ザ・INAZOライブ！』（ザ・イナゾーライブ！）は、2002年10月7日から2016年3月25日まで南海放送（RNBラジオ）で放送されていた聴取者参加型ラジオクイズ番組。
2015年3月27日までは『RNBクイズショー「ザ・INAZO」』というタイトルで放送時間が月曜 - 金曜 12:00 - 12:59だった。過去には夜帯に『夜INAZO』や特番の『ザ・キッズINAZO』、『梅まつりINAZO』なども放送していた。
番組開始の経緯は当時ラジオ制作部長でディレクターだった田中和彦の発案で藤田晴彦と江刺伯洋の2人のために起用してスタートした。
後番組は2016年3月まで13:00から放送していた『TIPS』が、放送枠を拡大して12:00からの放送になった。
『INAZO』終了後の2016年4月からは南海放送テレビ・ラジオ同時放送で土曜11:55から江刺伯洋が司会の『究クエ！』という『INAZO』の要素を受け継いだ視聴者参加型三択クイズ番組を放送している。

## クイズマスター（パーソナリティ）
パーソナリティーが直接クイズ番組を出題することもあり、パーソナリティーを「クイズマスター」と呼称する。
2009年4月2日まで
- 月・火曜 江刺伯洋（RNBアナウンサー）
- 水・木曜 藤田晴彦（ローカルタレント）

2009年4月6日から（担当曜日のみ変更）
- 月・火曜 藤田晴彦
- 水・木曜 江刺伯洋

2013年4月5日から
- 金曜　　 はい岡田

2014年4月2日から
- 月・火曜 藤田晴彦
- 水曜 　　小林美菜[4]
- 木・金曜 江刺伯洋

2015年3月30日から
- 月曜　小林真三
- 火曜　藤田晴彦
- 水曜　枡形浩人
- 木曜　江刺伯洋
- 金曜　モストデンジャラス

## タイムテーブル
12時台にクイズ、1時台にコーナーという構成、クイズを挟んで箱番組を内包している。
12時台
- 12:00　 オープニングトーク
- 12:10頃　クイズ1問目
- 12:20頃　ムーブサウンドクルージング
- 12:30頃　クイズ2問目
- 12:40頃　子どもの詩～小さなひとみ～
- 12:45頃　クイズ3問目
- 12:55頃　愛媛新聞ニュース

1時台
- 日替わりコーナー
- メール読み、曲など
- 13:30頃　男のダブルクリックのコーナー[5]

## ルール
- エントリー
  - Vポータルと呼ばれる、NTTコミュニケーションズが提供するボイスポータルサービスにアクセスし、必要事項を電話で登録する。受付電話番号(0570-0033-03)はVポータル共通の番号なので、電話がつながったら、音声ガイドに従って「なんかいほうそう」と発声しないと、登録メニューへたどり着くことができない。番組内でも時折詳しい説明がある。
    - なお、現在、南海放送がVポータルで提供している情報サービスは、この番組のエントリー受付のみである。
    - 南海放送ホームページなどには明記されていないが、Vポータルのメンテナンス時を除けば毎日いつでも登録可能である。
- 本番
  - 事前に番組スタッフより電話で参加のオファーがあり、その後生本番となる。
  - 3択クイズが出題される。3問連続正解で賞金5,000円を手にできる。途中1問でも間違えたらその時点で終了。

## 番組の特徴
- オープニングで「今日も現金5000円を巡る人間模様をお届けします」というセリフでCM入りして番組が始まる。
- 問題はニュースや季節の話題をテーマにしたものほか多岐のジャンルにわたり、全体的に難しい。
- シンキングタイムは比較的長め。制限時間は明確に決まっていないが、番組構成上、一定の枠があり、クイズマスターと回答者が、出題に関連したり関連しないトークをしながら、クイズマスターが徐々に回答へと導いていく。
  - 生放送のため、残り放送時間が短い時には回答を急がせることもある。
  - 連続正解中の途中（1,2問正解の状態）で放送時間終了となったときは、翌放送日に続けて参加できる。火曜日と水曜日に時間切れになった場合、翌参加時にクイズマスターが変わる。
  - 出題後、映画「ターミネーター」で使用されたBGMが流され、シンキングタイムに入る。正解・不正解の効果音が流れるまでずっと流れている。緊張感をあおると同時に、無音による放送事故防止も兼ねていると思われる。
- 適当なころあいで、クイズマスターが回答の番号を確認後、「○番の○○でファイナルINAZO？」と聞いてくるので、参加者が「ファイナルINAZO」とコールすると回答が確定する。
- 回答が確定すると、「正解は如何に」（小林）、「答えはマークが知っている」（藤田）、「判定の音を聞いてみましょう」（江刺）、「エックスロック！」（モストデンジャラスMr.X）の振りのあと、BGMのボリュームがあがり、緊張感をピークにさせたところで、（放送事故にならない程度の）多少の無音時間（溜め）をはさみ、正解・不正解に応じた効果音が流される。
  - 「マーク」については公式に説明されていないが、参加受付番号、正解・不正解判定のナレーションなどを担当する、外国人調で話すナレーターのことを指している。ちなみに、正解時には「You get it!」や「5センエン、ゲットです」など、不正解の時には「うーん、ざんねんね」などのナレーションが、効果音とともに流れる。
- クイズの間と間には音楽が流される（リクエストも可能）。
- トーク番組的要素も持っており、リスナーからのお便りも読まれる。
  - 回答者への応援メールが送られてきて、紹介されることもある。
- タイトルは、賞金の5000円札の肖像「新渡戸稲造」（番組開始当時）に由来する。
- 番組中にかかる曲は、Ella Fitzgerald「Come Rain Or Come Shine」（ジャズのスタンダードナンバー）

## 特番
中継生放送の特別番組が放送されることがある。ショッピングセンターなどのオープン記念や、周年記念など、企業・店舗とのタイアップ企画として実施されることもある。
2011年4月30日（土）13:00 - 15:00には「ザ・キッズINAZO イン グリーンヒルズ湯の山」が放送された。
また、毎年2月の最終日曜日（2014年・2015年は土曜日）のお昼に「ザ・INAZO in 七折梅まつり」という七折梅園から生中継される2時間の特別番組も放送している。
この時はルールが変わる。基本的に、1問正解で5千円ゲットとなったり、賞金額が変わる、現金ではなく同等額の商品券類(書店タイアップ企画としての場合に、会場書店から提供される図書カードなど)をゲットする形式とする、参加者2名以上の同時参加が行われることがある、などである。参加申込方法も特別ルールとなり、特番ごとに事前に本放送や他の南海放送ラジオ番組、ラジオコマーシャルなどで告知されるが、当日放送時間前に会場に集まった人から抽選というパターンが多い。パーソナリティーもレギュラーのクイズマスター（江刺であることが多い）に同局女性アナウンサーが加わりクイズマスター2人体制となることが多い。
また、2011年8月7日には『中四国ライブネット』の枠内で「中四国拡大版」として中四国8局ネットで放送された（担当は江刺）。この時は現金ではなく愛媛県の特産品がプレゼントされた。

## メールテーマ
前述のようにトーク番組の要素も持っており、フリーテーマ（いわゆる「ふつおた」）はもちろん、クイズマスターが最近の出来事で気になったことをもとにメールテーマを決めて募集することもある。
- 木曜日は「かまんよ」（「いいですよ」を意味する方言）のコーナーがある。リスナーから懺悔などのメールを募集、紹介する。「こんなんでかまんのでしょうか?」などの問いかけに対して「かまんよ♡」という優しい口調で話す女性アナウンサーのナレーションが入るが、内容（特に道徳から外れたり、法に触れるような場合）によっては「かまんわけないやろ!」（「いいわけがないだろう！」の方言）などに変わることがある。

## 書籍
2006年9月、過去に出題された問題を集めた本が出版された。
- 「RNBクイズショー ザ・INAZO本」イナゾー問題制作委員会著 愛媛新聞メディアセンター発行 ISBN 978-4-86087-052-2